# سعود آل سويلم
سعود بن محمد بن فهد آل سويلم هو رجل أعمال سعودي ورئيس نادي النصر السعودي سابقًا خلفًا للرئيس سلمان المالك، ترأس نادي النصر السعودي مُنذ عام 2018 حتى 2019.

## مناصبه
- رئيس نادي النصر السعودي مُنذ عام 2018 حتى 2019.

## رئاسته للنصر
كلفه رئيس الهيئة العامة للرياضة آنذاك تركي آل الشيخ بتعيينه رئيسًا لنادي النصر السعودي خلفًا لسلمان المالك بعد مُوافقة أعضاء النادي.